# Rasmus Hansen (gymnast)
Rasmus Hansen, född 13 januari 1885, död 3 juli 1967, var en dansk gymnast.
Hansen tävlade för Danmark vid olympiska sommarspelen 1912 i Stockholm, där han var med och tog silver i lagtävlingen i svenskt system. 